# 奥多阿多·贝卡利
奥多阿尔·贝卡利（Odoardo Beccari，1843年11月16日—1920年10月25日）为意大利博物学家，他于1878年在苏门答腊发现了泰坦魔芋，其具有世界上最大的不分支花序。

## 生平经历
奥多阿多·贝卡利是一个来自佛罗伦萨的孤儿，他曾就读于卢卡的中学及比萨与博洛尼亚的大学。毕业后，他在皇家植物园呆了几个月，期间他遇见了查尔斯·达尔文、威廉·杰克逊·胡克、约瑟夫·胡克及身为砂拉越第一拉者的詹姆斯·布鲁克。这促使了他1865年至1868年间，去往砂拉越、文莱和一些现属于马来西亚和新几内亚的群岛进行考察。他发现了许多棕榈新物种。
1872年，在结束埃塞俄比亚的考察后，他第二次去往新几内亚，这一次他与鸟类学家路易吉·玛利亚·D·艾拔提斯同行。他们采集到了大量动物标本，特别是关于极乐鸟和民族志的材料。
1869年，奥多阿多·贝卡利创办了《新意大利植物学杂志》（Nuovo Giornale Botanico Italiano），他也将他的研究成果发表于《意大利地理学会杂志》（Bolletino della Società geografica Italiana）中。1878年，他在苏门答腊发现了巨花魔芋（Amorphophallus titanum）。同年，他回到佛罗伦萨接任佛罗伦萨植物园园长一职，但因他与政府的冲突，第二年就辞职了。1882年，他结了婚，并有了4个儿子。
奥多阿多·贝卡利采集到的植物标本大部分存放于佛罗伦萨自然历史博物馆中。

## 著作
- Malesia, raccolta d’osservazioni lese e papuano (three volumes, 1877-1889).
- Nelle Foreste di Borneo. Viaggi e ricerche di un naturalista (S. Landi, Florence, 1902).
- Asiatic Palms (1908).
- Palme del Madagascar descritte ed illustrate (1912).
- Nova Guinea, Selebes e Molucche. Diari di viaggio ordinati dal figlio Prof. Dott. Nello Beccari (La Voce, Florence, 1924).

## 以其名字命名的物种

### 植物
- 贝卡利石豆兰（Bulbophyllum beccarii），树兰亚科植物。
- 贝卡利龙脑香（Dryobalanops beccarii），龙脑香科植物。
- 贝卡利泪柏（Dacrydium beccarii），罗汉松科针叶树。
- Haplolobus beccarii，橄榄科植物。
- 贝卡利猪笼草（Nepenthes beccariana），猪笼草科植物。[2]

### 动物
- 贝卡利捕鸟蛛（Acanthopelma beccarii），捕鸟蛛科动物。
- Conraua beccarii，蛙科动物。
- 贝卡利白齿鼩（Crocidura beccarii），鼩鼱科动物。
- 贝卡利巨蜥（Varanus beccarii），巨蜥科动物。

## 扩展阅读
- IMHS（页面存档备份，存于）
- Palm and Cycad Societies of Australia（页面存档备份，存于）
- Beccariana, Buletin Penelitian Botani